# Eupithecia conjuncta
Eupithecia conjuncta är en fjärilsart som beskrevs av Karl Dietze 1913. Eupithecia conjuncta ingår i släktet Eupithecia och familjen mätare. Inga underarter finns listade i Catalogue of Life.